# Michel Després
Michel Després (né le 14 octobre 1957 à Québec) est un dirigeant d’organisme et a été un homme politique québécois. Sous la bannière du Parti libéral, il a été député de la circonscription de Limoilou de 1985 à 1994, puis de 1998 à 2003. Il a été par la suite le député de la circonscription de Jean-Lesage de 2003 à 2007.

## Biographie
Michel Després est né le 14 octobre 1957 à Québec et est titulaire d'un baccalauréat en administration des affaires de l'Université Laval. Il est également diplômé du Collège des administrateurs de sociétés.
Il est directeur en gestion des opérations pour le Groupe gestion Sal-Tan de 1982 à 1984, ainsi que directeur général de l'Association québécoise de l'industrie de la pêche en 1984 et en 1985. Il est également consultant en gestion en 1995 et en 1996, et conseiller spécial, en 1997 et en 1998, au ministère du Patrimoine canadien.
De le 1er janvier 2016 à janvier 2022, il est président-directeur général de Retraite Québec et membre de son conseil d'administration. Il est remplacé par René Dufresne. Il siège également au conseil d'administration de la Caisse de dépôt et placement du Québec depuis le 16 mars 2016 et préside, depuis 2010, le Forum des dirigeants des grands organismes publics.
Avant sa nomination à Retraite Québec, M. Després a été, de 2011 à 2015, président du conseil d'administration et chef de la direction de la Commission de la santé et de la sécurité du travail ainsi que président du conseil d'administration de l'Institut de recherche Robert-Sauvé en santé et en sécurité du travail (IRSST).
De 2007 à 2011, il a dirigé la Commission des normes du travail à titre de président-directeur général.
Michel Després a cumulé diverses fonctions en tant que membre de l'Assemblée nationale du Québec pendant près de 20 ans.
Député de la circonscription de Jean-Lesage, il est nommé ministre du Travail à la suite de l'élection du Parti libéral du Québec le 14 avril 2003. Le 18 février 2005, il est nommé ministre des Transports et ministre responsable de la région de la Capitale-Nationale lors du remaniement ministériel du premier ministre Jean Charest. Au cours de cette période, M. Després a été membre du Comité des priorités, du Conseil du trésor, du Comité de législation, du Comité ministériel de la prospérité économique et du développement durable ainsi que du Comité ministériel du développement social, éducatif et culturel. Durant la campagne électorale de 2007, sa démission est réclamée par Mario Dumont à la suite de révélations sur l'effondrement du viaduc de la Concorde. Lors de l'élection du 26 mars 2007, il est défait par l'adéquiste Jean-François Gosselin.

## Renaturalisation des berges de la rivière Saint-Charles
Le 11 mai 2005 le ministre responsable de la région de la Capitale-Nationale, Michel Després, le maire de Québec, Jean-Paul L’Allier et le gouvernement fédéral annoncent un investissement commun de 110 M$ pour l’assainissement des eaux et la renaturalisation des berges de la rivière Saint-Charles. L'initiative d’assainissement des eaux de la rivière Saint-Charles doit se faire notamment par la construction de bassins de rétention qui permettront de réduire le nombre des débordements.

## Promenade Samuel de Champlain
Le 13 avril 2006, M. Després annonce la mise en œuvre du projet de la Promenade Samuel de Champlain, un investissement de 70 M$ qui s’inscrit dans le cadre du 400e anniversaire de la Ville de Québec. Avec ce projet, le boulevard Champlain sera transformé, notamment par l’aménagement d’une piste cyclable, des aires de détente et des sentiers piétonniers auxquels s'ajouteront un centre d'accueil, des places publiques et de nouvelles infrastructures sportives.

## Aéroport internationale Jean-Lesage
En mai 2006, le premier ministre Jean Charest et le ministre Després annoncent un investissement de 15 M$ pour l’agrandissement et la modernisation de l’aéroport international Jean-Lesage auquel s’ajoutent également 15 M$ du gouvernement fédéral.

## Jardin zoologique du Québec
En tant que ministre responsable de la région de la Capitale-Nationale, il annonce la fermeture du Jardin zoologique du Québec en 2006, pour cause de non-rentabilité. Selon l'éditorialiste du journal Le Soleil, la population de Québec, face à cette annonce, prend alors fait et cause en faveur du jardin zoologique.
En juin 2006, le ministre Claude Béchard annonce la création d'un « mini-zoo » (auquel il donne le nom de « Centre écologique ») en conservant ouverte au public la serre indo-australienne du site, dont l'ouverture serait concrétisée en août 2006 selon une annonce du ministre de juillet 2006. Le 25 janvier 2007, Le Soleil annonce avoir appris que le minizoo ne se concrétisera pas. Michel Després déclare alors que « Québec n'a jamais promis de minizoo » mais bien un parc et une école d'horticulture.

## Commission des normes du travail
Le 26 septembre 2007, Michel Després est nommé par le gouvernement québécois président-directeur général (PDG) de la Commission des normes du travail en remplacement d'André Brochu.

## Commission de la santé et de la sécurité du travail
Le 19 octobre 2011, M. Michel Després est nommé, membre et président du conseil d'administration et chef de la direction de la Commission de la santé et de la sécurité du travail en remplacement de Luc Meunier.
Le fonds d’archives Michel Després est conservé au centre d’archives de Québec de la Bibliothèque et Archives nationales du Québec.

## Retraite Québec
Le 2 décembre 2015, M. Michel Després est nommé membre du conseil d’administration et président-directeur général de Retraite Québec.

## Distinctions et prix
Il est fait chevalier de l'Ordre de la Pléiade en 1995.